# Soe Moe Kyaw
Soe Moe Kyaw (sinh ngày 23 tháng 3 năm 1999) là một cầu thủ bóng đá người Miến Điện hiện đang chơi ở vị trí trung vệ cho câu lạc bộ Yangon United.

## Tham Khảo
1. ↑  Soe Moe Kyaw tại National-Football-Teams.com

## Liên Kết Ngoài
- Soe Moe Kyaw trong cơ sở dữ liệu transfermarkt
- Soe Moe Kyaw tại Soccerway
- Soe Moe Kyaw tại WorldFootball.net